# Федерален университет на Гояс
Федералният университет на Гояс (на португалски: Universidade Federal de Goiás) е университет в град Гояния, Бразилия.
Основан е през 1960 година на основата на няколко по-ранни висши училища, а от 1949 година е финансиран от федералното правителство. Днес в него се обучават около хиляди студенти и докторанти.